# Nicula
Nicula est un village faisant partie de la commune de Fizeșu Gherlii en Transylvanie, en Roumanie, dans le județ de Cluj. 
Le monastère de Nicula se situe dans le territoire de cette commune de 644 habitants (2011).
Le village est reconnue pour son industrie de la peinture sur verre, dont les icônes sont vendues aux pèlerins se rendant au monastère ou envoyées à travers la Transylvanie.
Nicula n'est pas le seul centre de production de peintures sur verre, mais la renommée du monastère, à la suite du miracle lors duquel la Vierge Marie aurait pleuré devant les villageois et des soldats allemands, favorise le développement du village et de sa notoriété. 
La plupart des œuvres ne sont pas signées. Les paysans, lors des périodes moins actives, peignent ces icônes pour s'assurer un revenu. 
La plus vieille icône de Nicula date de 1802, conservée au Musée ethnographique de Cluj-Napoca.

« Les peintres de Nicula travaillaient "avec des couleurs d'une violence inouïe, mais vibrantes, chaudes, franches..." »

— George Oprescu, L'art du paysan roumain